# California 37
California 37 é o sexto álbum de estúdio da banda americana Train lançado em 17 de abril de 2012 pela Columbia Records. O álbum foi precedido pelo lançamento do single "Drive By" em 10 de janeiro de 2012.

## Desenvolvimento
Train gravou o álbum em San Francisco e Los Angeles com Butch Walker e Espionage, e Monahan disse que a maioria das composições aconteceram enquanto o grupo estava em turnê do seu álbum anterior Save Me, San Francisco. "Eu não passei de 3 ou 5 meses escrevendo, eu só escrevi ao longo dos últimos 3 anos", diz Monahan. "Temos 13 músicas que gravamos e eu quero ouvir cada um de uma e outra vez".

## Lançamento e promoção
"Feels Good at First" foi lançado como single promocional em 21 de março de 2012. Foi lançado exclusivamente no iTunes Store como um bônus para aqueles que fizessem a pré-venda do álbum.

### Singles
"Drive By" foi escolhido como o primeiro single de California 37. Foi lançado oficialmente em 10 de janeiro de 2012. A canção alcançou sucesso mundial, chegando a posição #13 na principal parada musical da revista americana Billboard, a Hot 100, e também recebeu a certificação de platina na Austrália e na Nova Zelândia O video clipe foi liberado no YouTube em 15 de fevereiro de 2012.
Em 11 de junho de 2012, "50 Ways to Say Goodbye" foi lançado nas rádios de adult contemporary nos Estados Unidos como segundo single do álbum. Em 31 de julho de 2012 foi lançado nas rádios em mainstream. O videoclipe contém participação de David Hasselhoff.

## Lançamento

### Recepção da crítica
| Críticas profissionais | Críticas profissionais |
| Pontuações agregadas   | Pontuações agregadas   |
| Fonte                  | Avaliação              |
| ---------------------- | ---------------------- |
| Metacritic             | 53/100                 |
| Avaliações da crítica  |                        |
| Fonte                  | Avaliação              |
| Allmusic               | [ 10 ]                 |
| BBC                    | misto                  |
| Billboard              | 75/100                 |
| Jam!                   | [ 13 ]                 |
| The New York Times     | misto                  |
| Northwest Herald       | positivo               |
| Rolling Stone          | [ 16 ]                 |
| Sputnikmusic           | [ 17 ]                 |
| USA Today              | [ 18 ]                 |

California 37 recebeu críticas variadas dos especialistas. A Metacritic, que dá notas aos álbuns de até 100 baseado nas críticas, deu ao álbum nota 53 baseado em seis resanhas, que indica um parecer "mediano" para o disco.

### Performance comercial
O álbum estreou na 10ª posição na UK Albums Chart do Reino Unido, depois que vendeu 7 809 cópias durante sua primeira semana de vendas. Esta foi a melhor estréia de um álbum do Train naquele país desde o lançamento de Drops of Jupiter em 2001. Nos Estados Unidos, California 37 estreou em 4º lugar na Billboard 200, a principal parada musical do país, com 76 000 unidades vendidas em sua primeira semana. Este foi o quarto disco deles a entrar no top 10 americano.

## Faixas
| CD             |                               |                                                                 |                                           |         |  |
| N.º            | Título                        | Compositor(es)                                                  | Produtor(es)                              | Duração |  |
| 1.             | "This'll Be My Year"          | Pat Monahan, Sam Hollander, Dave Katz, Butch Walker             | Butch Walker                              | 3:30    |  |
| 2.             | "Drive By"                    | Monahan, Espen Lind, Amund Bjørklund                            | Espionage, Butch Walker (add.)            | 3:16    |  |
| 3.             | "Feels Good at First"         | Monahan, Allen Shamblin                                         | Butch Walker                              | 3:02    |  |
| 4.             | "Bruises" (com Ashley Monroe) | Monahan, Lind, Bjørklund                                        | Espionage, Butch Walker (add.)            | 3:52    |  |
| 5.             | "50 Ways to Say Goodbye"      | Monahan, Lind, Bjørklund                                        | Espionage, Butch Walker (add.)            | 4:08    |  |
| 6.             | "You Can Finally Meet My Mom" | Monahan, Jerry Becker                                           | Butch Walker                              | 4:40    |  |
| 7.             | "Sing Together"               | Monahan, Lind, Bjørklund                                        | Espionage, Butch Walker (add.)            | 3:26    |  |
| 8.             | "Mermaid"                     | Monahan, Lind, Bjørklund, Mikkel S. Eriksen, Tor Erik Hermansen | Espionage, Butch Walker (add.)            | 3:17    |  |
| 9.             | "California 37"               | Monahan, Diji Parq, Gregg Wattenberg                            | Butch Walker, Gregg Wattenberg, Diji Parq | 2:13    |  |
| 10.            | "We Were Made for This"       | Monahan, Walker                                                 | Butch Walker                              | 4:04    |  |
| 11.            | "When the Fog Rolls In"       | Monahan, Wattenberg                                             | Butch Walker                              | 4:22    |  |
| Duração total: | Duração total:                | Duração total:                                                  | Duração total:                            | 40:01   |  |

| Faixa bônus |               |                       |              |         |  |
| N.º         | Título        | Compositor(es)        | Produtor(es) | Duração |  |
| 12.         | "To Be Loved" | Monahan, David Hodges | David Hodges | 3:41    |  |

## Desempenho comercial
| País — Tabela musical (2012)           | Melhores posições |
| -------------------------------------- | ----------------- |
| Alemanha (Media Control Charts)        | 25                |
| Austrália (ARIA Charts)                | 9                 |
| Áustria (Ö3 Austria Top 40)            | 22                |
| Canadá (Canadian Albums Chart)         | 6                 |
| Dinamarca (Tracklisten)                | 27                |
| Escócia (The Official Charts Company)  | 3                 |
| Irlanda (Irish Albums Chart)           | 74                |
| Países Baixos (MegaCharts)             | 16                |
| Nova Zelândia (RIANZ)                  | 17                |
| Suíça (Schweizer Hitparade)            | 14                |
| Reino Unido (UK Albums Chart)          | 7                 |
| Estados Unidos (Billboard 200)         | 4                 |
| Estados Unidos (Billboard Rock Albums) | 2                 |

| País           | Certificador | Certificação |
| -------------- | ------------ | ------------ |
| Austrália      | ARIA         | Ouro         |
| Reino Unido    | BPI          | Ouro         |
| Estados Unidos | RIAA         | Platina      |

## Histórico de lançamento
| País           | Data                | Formato              | Gravadora                    |
| -------------- | ------------------- | -------------------- | ---------------------------- |
| Austrália      | 13 de abril de 2012 | CD, Download digital | Columbia Records, Sony Music |
| Alemanha       | 13 de abril de 2012 | CD, Download digital | Columbia Records, Sony Music |
| Irlanda        | 13 de abril de 2012 | CD, Download digital | Columbia Records, Sony Music |
| Reino Unido    | 15 de abril de 2012 | CD, Download digital | Columbia Records, Sony Music |
| Estados Unidos | 17 de abril de 2012 | CD, Download digital | Columbia Records, Sony Music |
| Estados Unidos | 8 de maio de 2012   | LP                   | Columbia Records, Sony Music |